# Københavns Idrætspark
Het Københavns Idrætspark (vaak kortweg Idrætsparken of Parken genoemd) was een multifunctioneel stadion in Kopenhagen, de hoofdstad van Denemarken. 

## Historie
Dit stadion geopend op 25 mei 1911. In het stadion konden 48.000 toeschouwers. Het stadion werd voor veel verschillende sporten gebruikt, onder andere atletiek, hockey en voetbal. De club Kjøbenhavns Boldklub maakte er gebruik van. In dit stadion werden ook veel interlands gespeeld door het Deense voetbalelftal. Die speelde 1912 en 1990 234 interlands in dit stadion. In 1955 werd een nieuwe tribune geopend. Het stadion werd in 1990 gesloten en daarna afgebroken om plaats te kunnen maken voor een nieuw stadion, Parken.